# Palau d'Aguirre
El Palau d'Aguirre de Cartagena és una construcció modernista de l'arquitecte Víctor Beltrí.
Després d'haver realitzat amb gran èxit la construcció de la Casa Cervantes, l'empresari miner Camilo Aguirre li encarrega en 1898 la construcció d'aquest palauet, que es conclou en 1901.

## Façana
D'aquest palauet destaquen en la seva façana la decoració ceràmica d'àngels en la part superior, el mirador realitzat segons la tradició cartaginesa, la decoració escultòrica d'abelles (típica icona modernista que representa la prosperitat basada en el treball) i la seva cúpula ceràmica.

## Interior
En l'interior es conserven algunes dependències originals: Destaca especialment el saló de ball, amb decoració neorrococó i pintures en el sostre de Cecilio Plà representant una al·legoria de la primavera. Es conserven també el despatx que dona al mirador, el vestíbul, l'escala imperial i la capella d'estil neogòtic.
En l'actualitat és seu de la Comunitat Autònoma de la Regió de Múrcia a Cartagena i forma part del MURAM (Museu Regional d'Art Modern), inaugurat el 2009.

## Galeria

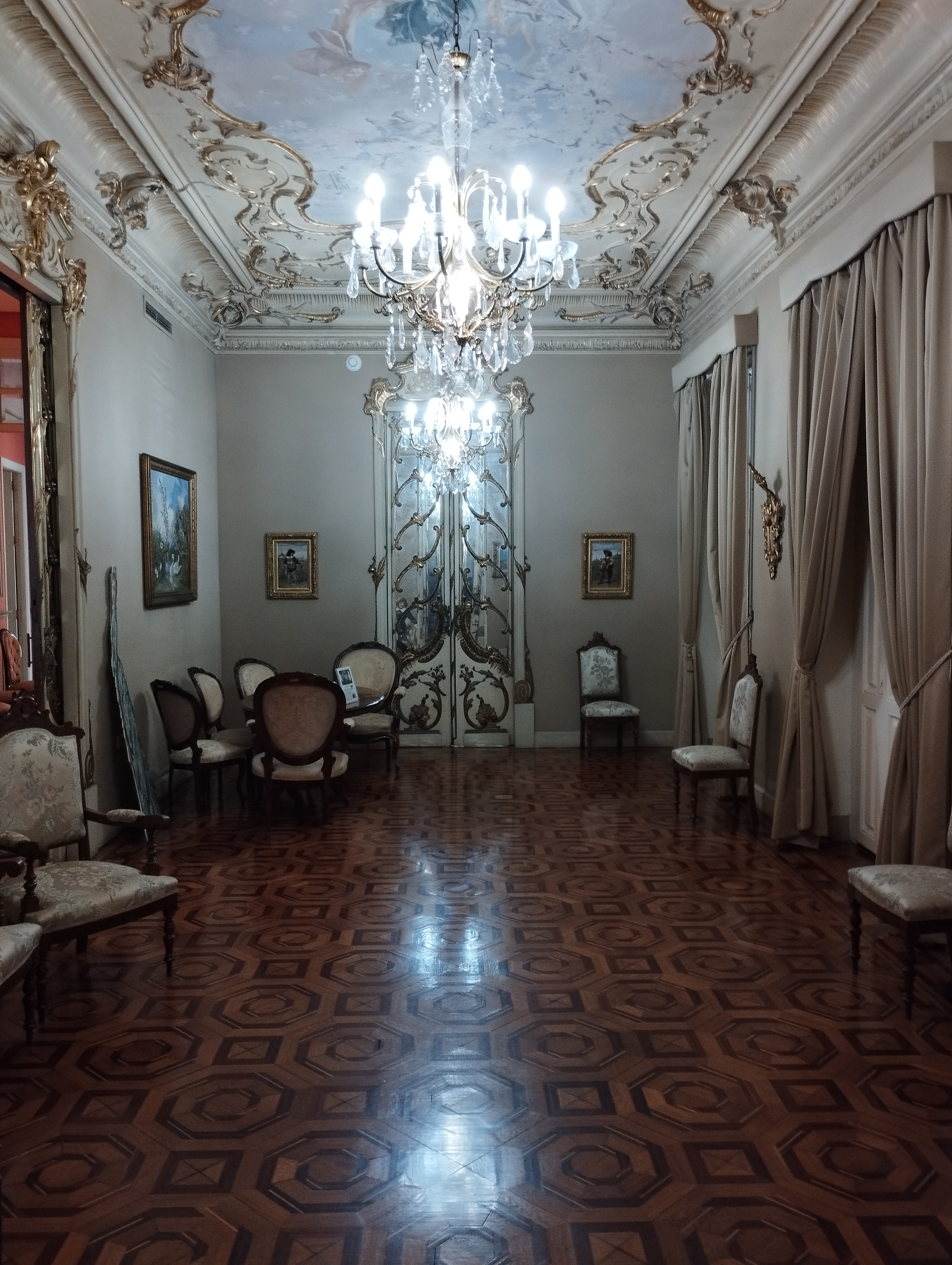
Saló de ball.
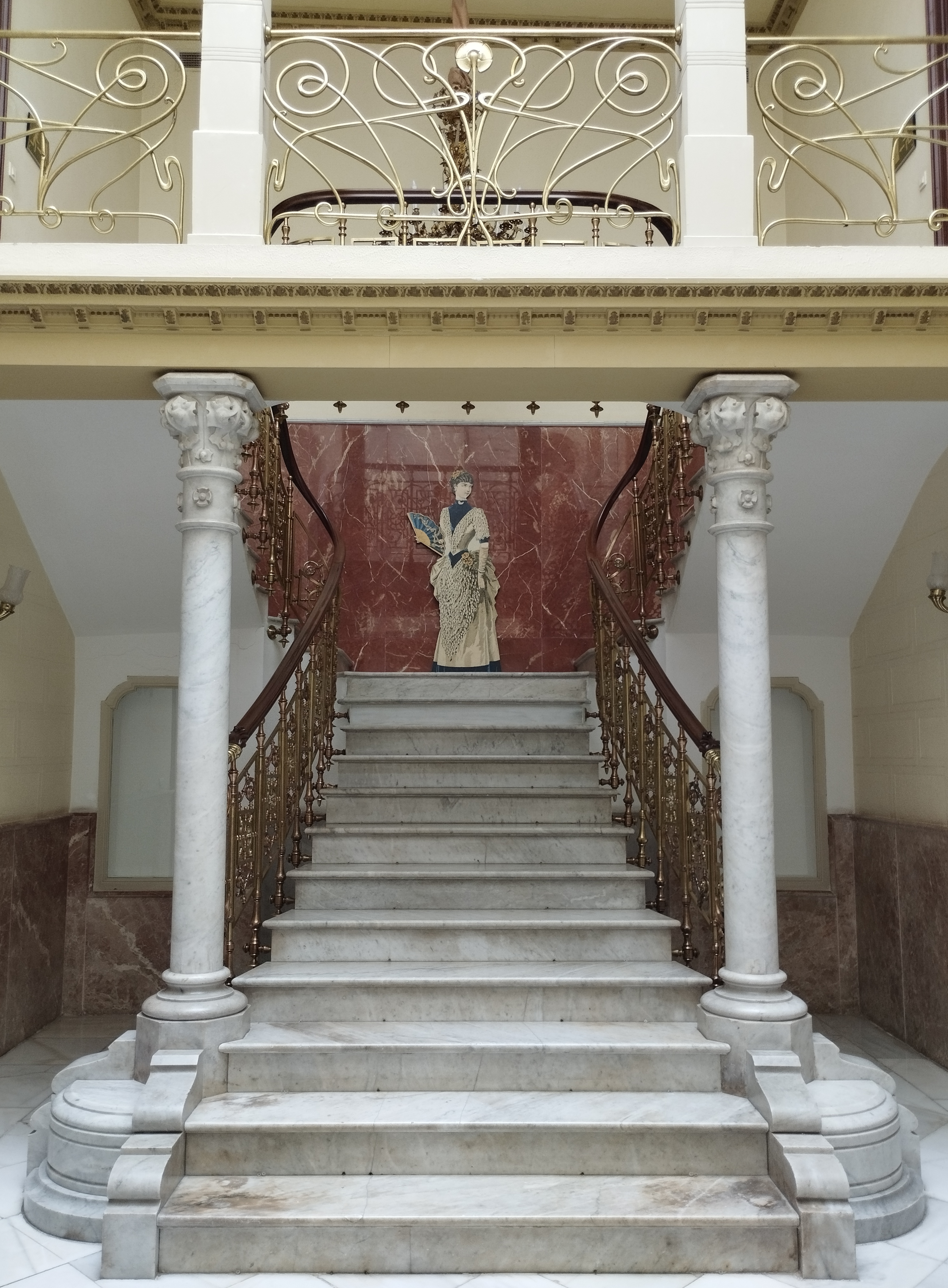
Escala principal.
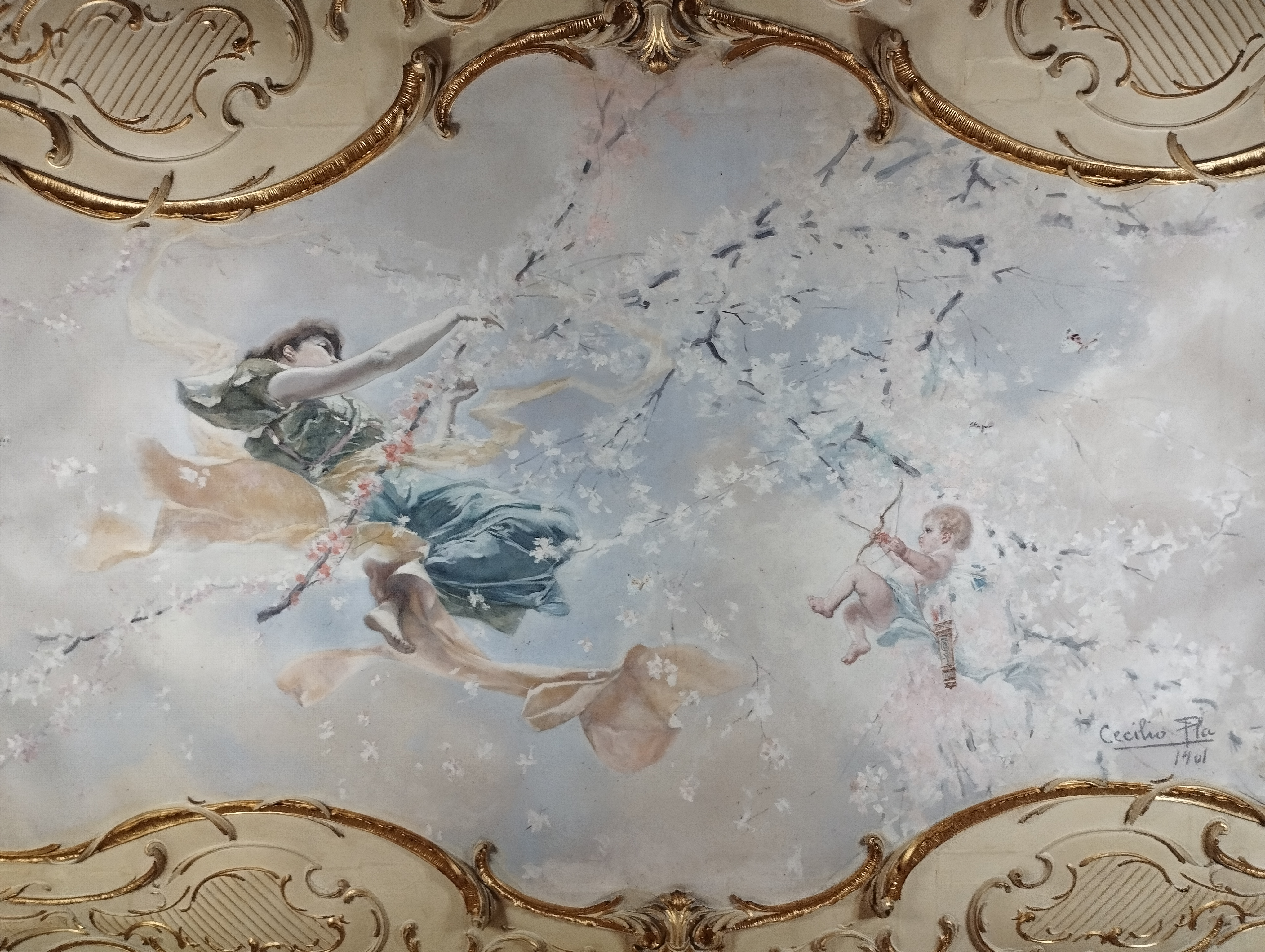
"Al·legoria de la primavera", obra de Cecilio Plá al sostre del saló de ball.